# Canción asturiana
La canción asturiana, tonada asturiana o asturianada es un género musical folclórico de carácter lírico desarrollado en Asturias (España).
Se trata de piezas musicales que se acercan al género lírico del lied. Algunas provienen de géneros tan reconocibles como la jota axotaes o el bolero, como las mariñanaes. Ejemplos de asturianaes serían Soi asturianín, Al pasar pel puertu, A la Pipiona... Axotaes Anda señálame un sitiu, Onde yo me pueda dir, etc. Y mariñanaes La Mariñana o El mió refrán, entre otras.
Puede decirse que tras la influencia a primeros del siglo XX de compositores como González del Valle, Sáenz, Lavandera, Baldomero Fernández, Del Fresno y Torner, la música vocal asturiana vivió sus mayores años de gloria, y su continua referencia va a marcar desde entonces la música asturiana en general, pero muy especialmente a la tonada. Un género que a partir de estos años va a ir poco a poco perdiendo su nombre para, finalmente, adquirir el de asturianada.
La canción asturiana renace, en el primer cuarto del siglo XX, como un nuevo género moderno y tradicional, popular y culto, que con el tiempo pasará a convertirse en el más identificativo de la música asturiana. La importancia de la impronta establecida en aquellos años fue tan grande que aún hoy perdura. Otros estilos de composiciones musicales asturianas, tradicionales o de autor, son: las vaqueiraes, las tonaes soberanes, las tonaes arrieres, las tonaes dures y las tonaes de la tierra.

## Historia
No se han encontrado testimonios escritos sobre la tonada hasta 1885, cuando fue el estudioso avilesino Nuevo y Miranda quien recoge muchas de estas canciones. A pesar de no se haya encontrado ni investigado en profundidad el origen aún "oculto" del género, puede creerse que, como el flamenco en Andalucía, la canción asturiana hunde su raíz en el mismo corazón histórico del pueblo. La tonada, por eso, muestra una parte del folklore, de ese "espíritu del pueblo" (Volksgeist) que estudiaron los filósofos del Romanticismo.
La tonada asturiana moderna nace del encuentro entre los compositores del Nacionalismu Musical Asturianu, movimiento musical que se corresponde con otros similares de Europa y América, y las voces tradicionales de la época. Tras el éxito alcanzado a finales del siglo XIX y primeros del XX por Ramón García Tuero, El Gaiteru Llibardón, una larga serie de voces empieza a adquirir nombre. Diez son el número de voces de aquellos primeros años de siglo XX que alcanzaron la consideración de clásicos.
En el libro La Tonada, los estudiosos Xaime Gabriel e Ismael González Arias plantean que la canción asturiana es un género disperso históricamente por los territorios de lo que los estudiosos llaman dominio lingüístico astur. Además de Asturias, este género se adscribiría a comarcas vecinas de Lugo, León y Cantabria. Por su relación con Eduardo Martínez Torner, el poeta y folclorista Federico García Lorca estudió el influjo que las canciones infantiles de Asturias ("añaes") y Galicia tuvieron en el folklore andaluz. Sobre las apreciaciones de Lorca respecto al carácter melancólico de las nanas, Jose Benito Álvarez-Buylla hace un comentario en su libro La canción asturiana. Un estudio de etnología musical:
“Lorca poseía una aguda sensibilidad musical, pero aquí parece más influenciado por las letras que por la música e interpreta aquéllas en forma caprichosamente poética y subjetiva. Las añadas asturianas tradicionales, numerosas y variadísimas, son líricas y nostálgicas pero están ajenas a cualquier estado de ánimo que pudiera calificarse como “tristeza miserable” o, en su caso, de alegría; nuestras añadas están inmersas en un sentimiento distinto y complejo que tiene un nombre específico: maternidad. Por otra parte, lo que define sustancialmente a estas canciones es la música y no la letra. Las palabras -recordemos que el propio Lorca reconoce en esta conferencia que “no hacía falta alguna que la canción tuviera letra”- no reflejan el estado anímico variable, circunstancial, anecdótico, de una madre ante el problema del sueño del hijo; pero la melodía, ajena al carácter muchas veces improvisatorio de la letra, expresa inquietudes eternas, destila la amorosa inquietud de la madre que en el silencio y la soledad de la noche, medita sobre el misterio del destino de su hijo enfrentado a una vida y un mundo difícil y peligroso."

## Intérpretes
Diez voces que nacieron en el escaso intervalo de tiempo de doce años y que, del mayor al más pequeño, fueron: 
- Ángel González Rodríguez, El Maragatu
- José Menéndez Carreño, Cuchichi
- José Martínez Suárez, Botón
- Enrique Claverol Estrada, Claverol
- Enrique Cienfuegos Martínez, Quin el Pescador
- Santos Luciano Sánchez Muñiz, Santos Bandera
- Obdulia Álvarez Díaz, La Busdonga
- Vicente Miranda Rodríguez, Miranda
- Prudencio Merino Álvarez, El Polenchu de Grao
- Joaquín Martínez González, Xuacu'l de Sama.

A estas diez voces, a lo largo del siglo y hasta nuestros días fueron sumándose las de otra larga serie que siguen formando parte de la memoria colectiva de la música asturiana, como: 
- José Santos, Pepe'l Pantuxu de Sama
- Laureano Menéndez González, Lauro
- Manuel Alonso Díaz, El Panaderu
- Juan Menéndez Muñiz, Juanín de Mieres
- Josefina Fernández
- Leonides Fernández
- Diamantina Rodríguez
- Luís Rodríguez García, El Ruiseñor de Carreño
- José Ramón Morán Huergo, Morán
- José Requejo Castañón, Pepe Requejo
- Silvino Argüelles
- José Noriega Agüera
- Enrique García Palicio, L'Abogáu...
- José Luis Fernández Álvarez, El Ruiseñor de Langreo

En nuestros días, en los que siguen siendo grandes voces las de un buen número de cantantes, como los ganadores de las últimas ediciones del Memorial "Silvino Argüelles", el premio más prestigioso de la tonada moderna: 
- José Manuel Collado,
- José García González (El Che de Cabaños)
- Ismael Tomás Montes
- Jorge Tuya
- Sergio Agüeros
- Liliana Castañón
- Mariluz Cristóbal Caunedo
- Rosario González
- Ángeles González
- Anabel Santiago
- Bibiana Sánchez
- María Sánchez Blanco
- Urbano Prieto
- Rogelio Suárez
- Jeremías Cuello
- Laudelina Hortal
- José Manuel Robledo (Lolo'l de Cabranes)
- Marisa Valle Roso.
- Héctor Braga.